# Jindřich Ronz

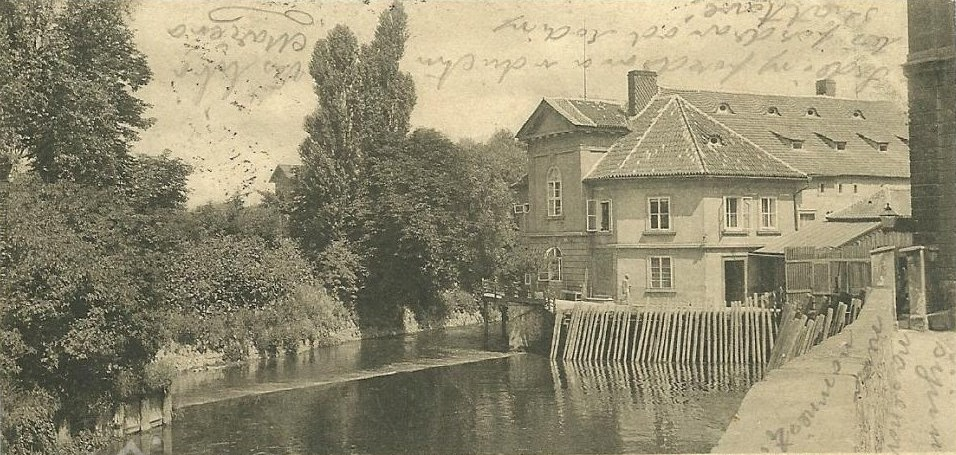
Ronzův mlýn v Karlíně

Jindřich Ronz (5. července 1849 Libeň – 22. února 1916 Karlín) byl rakouský a český podnikatel a politik, na počátku 20. století poslanec Českého zemského sněmu; starosta Karlína.

## Biografie
Profesně působil jako podnikatel v potravinářském průmyslu. Narodil se ve Staré Libni v rodině mlynáře Aloise Ronze. Vystudoval reálku a odbornou školu a roku 1873 převzal po otci mlýn v Libni, později koupil Krausův mlýn v Karlíně, který výrazně rozšířil. Angažoval se v profesních spolcích. Roku 1880 inicioval zřízení Organizace českých mlynářů, v níž se stal členem jejího výboru a od roku 1890 i předsedou. Zasloužil se také o založení pražské Plodinové burzy a po dobu čtyř let byl jejím předsedou.
Měl titul císařského a komerčního rady. Byl aktivní ve veřejném a politickém životě. Po víc než třicet let zasedal v karlínském obecním zastupitelstvu a po dobu osmi let byl starostou Karlína. Byl rovněž členem státní železniční rady, členem vedení Úrazové dělnické pojišťovny, Živnostenské banky a Občanské záložny v Karlíně. Dlouhodobě předsedal karlínskému pěveckému spolku Slavoj.
Na přelomu století se zapojil i do zemské politiky. Ve volbách v roce 1901 byl zvolen do Českého zemského sněmu v kurii městské (volební obvod Karlín). Politicky se uvádí coby člen mladočeské strany.
Zemřel v únoru 1916. Pohřeb se konal v karlínském kostele svatého Cyrila a Metoděje.